# Heliconius clearei
Heliconius clearei är en fjärilsart som beskrevs av Hall 1930. Heliconius clearei ingår i släktet Heliconius och familjen praktfjärilar. Inga underarter finns listade i Catalogue of Life.